# TBS土曜7時枠の連続ドラマ
TBS土曜7時枠の連続ドラマ（ティービーエスどようしちじわくのれんぞくドラマ）は、KRテレビ → TBS製作（朝日放送・毎日放送制作時もあり）のテレビドラマ放送枠である。編成時間は毎週土曜 19:00 - 19:30 （日本標準時）。
なおこの枠で放送されたテレビアニメに関しては、

## 作品リスト
▲は海外作品

### 第1期
- ジェット・ジャクソン（1957年10月5日 - 1958年1月25日）[1]▲

### 第2期
- 走れ!白バイ（1960年4月2日 - 6月25日） - 朝日放送制作。
- コルト45（1960年7月2日 - 9月24日）[2]▲
- ドビー・ギリス→ドビーの青春（1960年10月1日 - 1961年9月30日）▲ - 枠交換で金曜19:30に移動し、『愉快なドビー』と改題。
- わんぱくデニス（第2期）（1961年10月7日 - 1962年3月31日）▲ - 枠交換で金曜19:30より移動。終了して3ヶ月強後に土曜18:15（後に18:00）で第3期を放送。

### 第3期
- 拳銃とペチコート（1968年2月3日 - 5月11日）▲

### 第4期
- ギジェットは15才（1970年5月30日 - 9月26日）▲

### 第5期
- 昭和仮面ライダーシリーズ（第1期） - 毎日放送制作。腸捻転解消に伴いNET土曜19:30より移動。
  - 仮面ライダーストロンガー（1975年4月5日 - 12月27日）